# Torma (budismo)

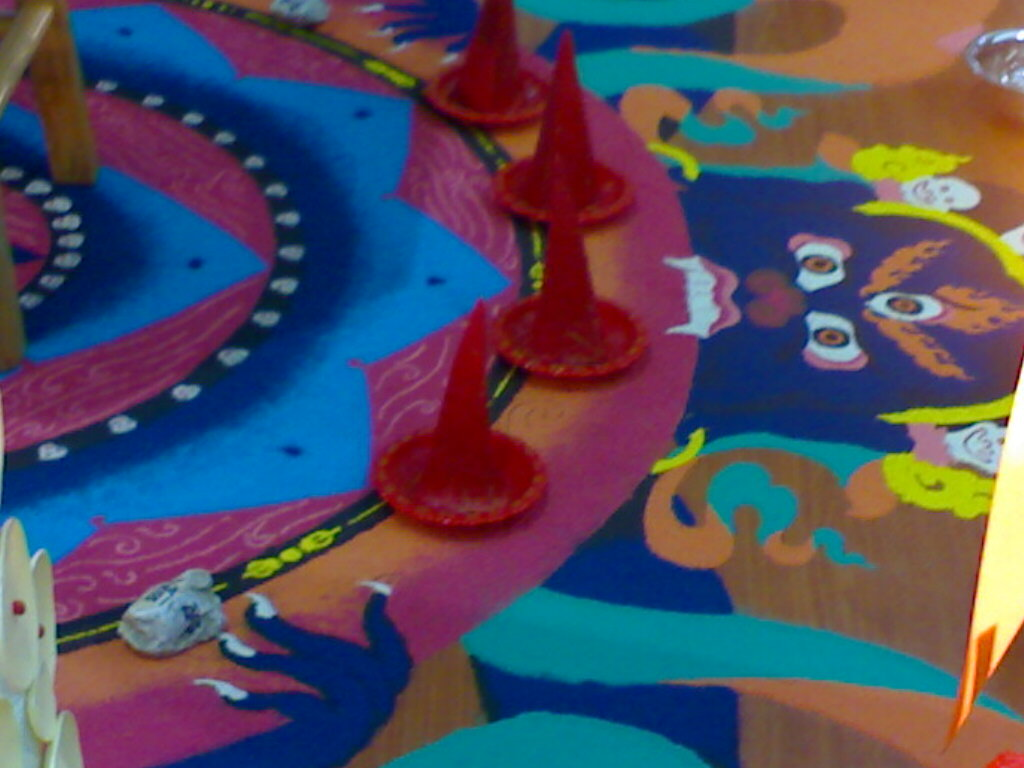
Bolos Torma oferecidos na mandala de areia

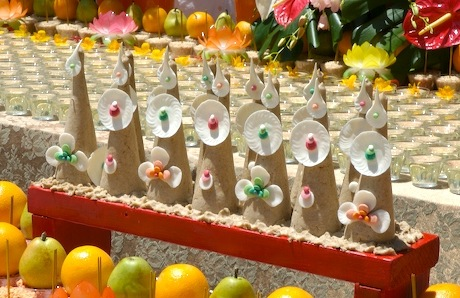
Tormas em um santuário

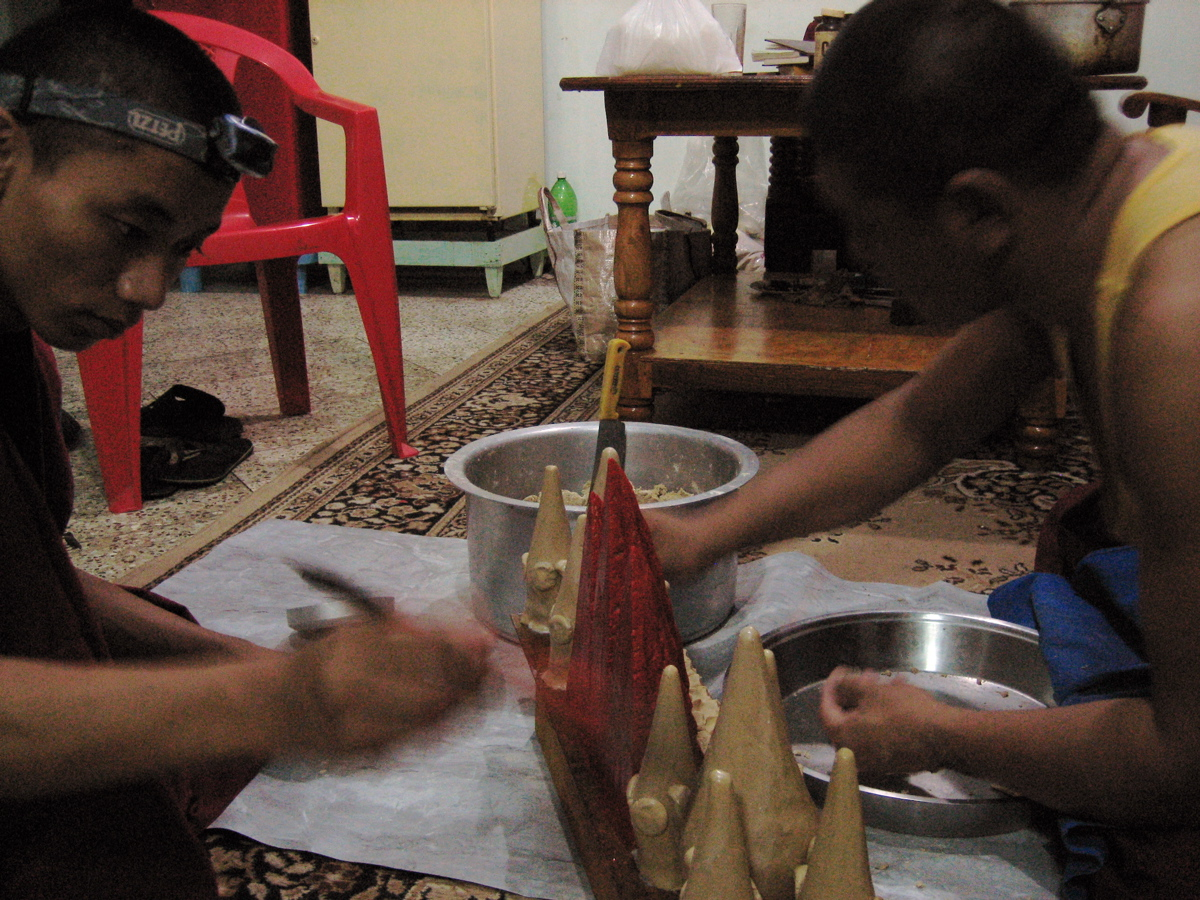
Fazendo tormas

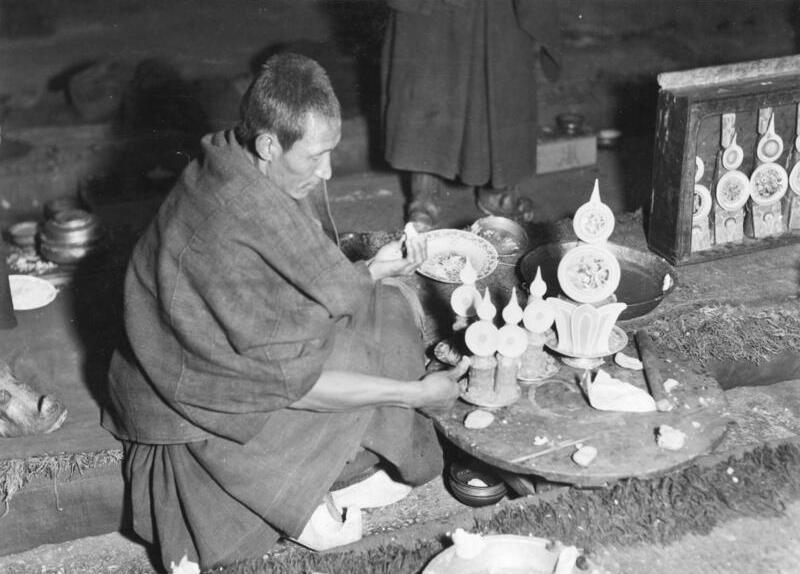
Monge fazendo tormas no mosteiro de Sera em 1939

Torma (em sânscrito: Balingta, em tibetano: Tor-ma, Wylie: gtor ma) são figuras feitas principalmente de farinha e manteiga usadas em rituais tântricos ou como oferendas no budismo tibetano. Eles podem ser tingidos em cores diferentes, geralmente em branco ou vermelho para o corpo principal do torma. Eles são feitos em formas específicas com base em sua finalidade, geralmente na forma cônica. Um torma de santuário central muito grande pode ser construído para festivais, embora normalmente sejam pequenos e colocados diretamente em um santuário, em um prato, montado em couro ou em uma base especial como uma caveira.

## História
A tradição de usar bolos que antecedem o budismo tibetano, embora os tradicionais bolos indianos — chamados bali ou balingha em sânscrito — seja plana em vez de cônica.
O termo tibetano vem de gtor-ba, que significa "jogar fora, quebrar ou se espalhar". Isso implica tanto um senso de oferta quanto de desapego ou desapego.

## Variações
Tormas têm usos diferentes. Alguns são criados e colocados em santuários para cerimônias ou para representar divindades. Outros são usados na prática da festa e consumidos pelos praticantes durante a prática. Outros são feitos para apaziguar espíritos, acumular mérito ou remover obstáculos. Eles são feitos principalmente de farinha de cevada e manteiga, mas tradicionalmente outros ingredientes, como ovo, leite, açúcar, mel e até carne, podem ser incluídos, dependendo do objetivo do torma.

### Tormas das deidades
Os tormas das divindades (Wylie: rten gtor) são mantidos no santuário e representam uma divindade tântrica específica. Esses tormas variam em complexidade, desde um cone muito simples pintado de branco para divindades pacíficas como Tara e Avalokiteshvara, até projetos muito complexos para divindades semi-furiosas como Vajrayogini e Chakrasamvara.

### Tormas culinários
Os tormas culinários (Wylie: skang gtor) são usados nas práticas da festa e são consumidos parcialmente pelos praticantes durante a festa, com as sobras (Wylie: dme gtor) oferecidas aos seres inferiores após serem abençoadas. Em algumas tradições, os tormas culinários agora são feitos com ingredientes mais contemporâneos, enquanto outros permanecem fiéis à tradição da farinha de cevada.

### Tormas de oferendas
Os tormas de oferendas podem ser feitos e oferecidos a deidades (Wylie: sgrub gtor / mchod gtor), aos Protetores do Dharma, aos espíritos obstrutores ou a outros seres inferiores. Torma para espíritos obstrutores é chamado gektor.

### Tormas medicinais
Um torma pode ser usado na medicina tibetana para extrair uma doença de um paciente como cura. O torma é então descartado.

### Torma capturado
Um torma capturado (Wylie: gta 'gtor) pode ser usado para acelerar a conclusão das atividades, planejando oferecer o torma na conclusão da atividade, incentivando assim a atividade bem-sucedida.

### Torma interno, secreto e muito secreto
Praticar meditação com visualização de divindades é considerado uma forma de oferecimento de torma, embora nenhum bolo físico seja criado e depois oferecido. Da mesma forma, oferecer as experiências emocionais e mentais internas e a experiência de tais coisas são formas não-físicas de ofertas de torma.